# Herbert Dercksen
Herbert Willem Constant Dercksen (Gouda, 1 de marzo de 1973) es un deportista neerlandés que compitió en vela en la clase Tornado.
Ganó una medalla de bronce en el Campeonato Mundial de Tornado de 2002 y tres medallas en el Campeonato Europeo de Tornado entre los años 2002 y 2005.
Participó en dos Juegos Olímpicos de Verano, en los años 1996 y 2004, ocupando el quinto lugar en Atenas 2004, en la clase Tornado.

## Palmarés internacional
| \| Campeonato Mundial \| Campeonato Mundial \| Campeonato Mundial \| Campeonato Mundial \| \| Año \| Lugar \| Medalla \| Clase \| \| ------------------ \| ----------------------------------- \| ------------------ \| ------------------ \| \| 2002 \| Martha's Vineyard (Estados Unidos) \| Medalla de bronce \| Tornado \| \| Campeonato Europeo \| \| \| \| \| Año \| Lugar \| Medalla \| Clase \| \| 2002 \| Vilamoura (Portugal) \| Medalla de plata \| Tornado \| \| 2004 \| Las Palmas de Gran Canaria (España) \| Medalla de oro \| Tornado \| \| 2005 \| Västervik (Suecia) \| Medalla de bronce \| Tornado \| |                                     |                   |         |
| Campeonato Mundial |                                     |                   |         |
| Año | Lugar                               | Medalla           | Clase   |
| 2002 | Martha's Vineyard (Estados Unidos)  | Medalla de bronce | Tornado |
| Campeonato Europeo |                                     |                   |         |
| Año | Lugar                               | Medalla           | Clase   |
| 2002 | Vilamoura (Portugal)                | Medalla de plata  | Tornado |
| 2004 | Las Palmas de Gran Canaria (España) | Medalla de oro    | Tornado |
| 2005 | Västervik (Suecia)                  | Medalla de bronce | Tornado |